# Kisovec
Kisovec este o localitate din comuna Zagorje ob Savi, Slovenia, cu o populație de 1.767 de locuitori.